# Cucullia pontica
Cucullia pontica là một loài bướm đêm trong họ Noctuidae.